# ميغيل دي خيسوس فوينتيس
ميغيل دي خيسوس فوينتيس (بالإسبانية: Miguel de Jesús Fuentes) (29 سبتمبر 1971 بغوادالاخارا في المكسيك - ) هو مدرب كرة قدم ولاعب كرة قدم مكسيكي في مركز حراسة المرمى، شارك في الألعاب الأولمبية الصيفية 1992. وشارك مع منتخب المكسيك تحت 20 سنة لكرة القدم ومنتخب المكسيك لكرة القدم. أما مع النوادي، فقد لعب مع كلوب ليون ونادي أطلس ونادي باتشوكا ونادي سيلايا ونادي موريليا الرياضي.

## وصلات خارجية
- ميغيل دي خيسوس فوينتيس على موقع الاتحاد الدولي (مؤرشف)  (الإنجليزية)
- ميغيل دي خيسوس فوينتيس على موقع قاعدة بيانات كرة القدم.إي يو (الإنجليزية)
- ميغيل دي خيسوس فوينتيس على موقع أوليمبيديا (الإنجليزية)